# Nagyerdei Stadion
Nagyerdei Stadion – stadion domowy klubu piłkarskiego Debreceni VSC. Wcześniejszy stadion otwarty w 1934 r. zburzono i na jego miejscu wybudowano nowy, oddany do użytku 1 maja 2014 r. Stadion może pomieścić ponad 20 tysięcy widzów; jest trzecim pod względem wielkości na Węgrzech, a drugim w zawodowej lidze NB1. Pierwszy oficjalny mecz gospodarze zagrali z budapeszteńskim Újpestem FC w sezonie 2013/2014 i wygrali go stosunkiem 3:1.
Oprócz zespołu gospodarzy, czyli DVSC, swoje mecze rozgrywa tu reprezentacja Węgier w piłce nożnej. W budynku znajdują się pomieszczenia konferencyjne i bankietowe oraz sklep klubowy sprzedający pamiątki.

## Historia

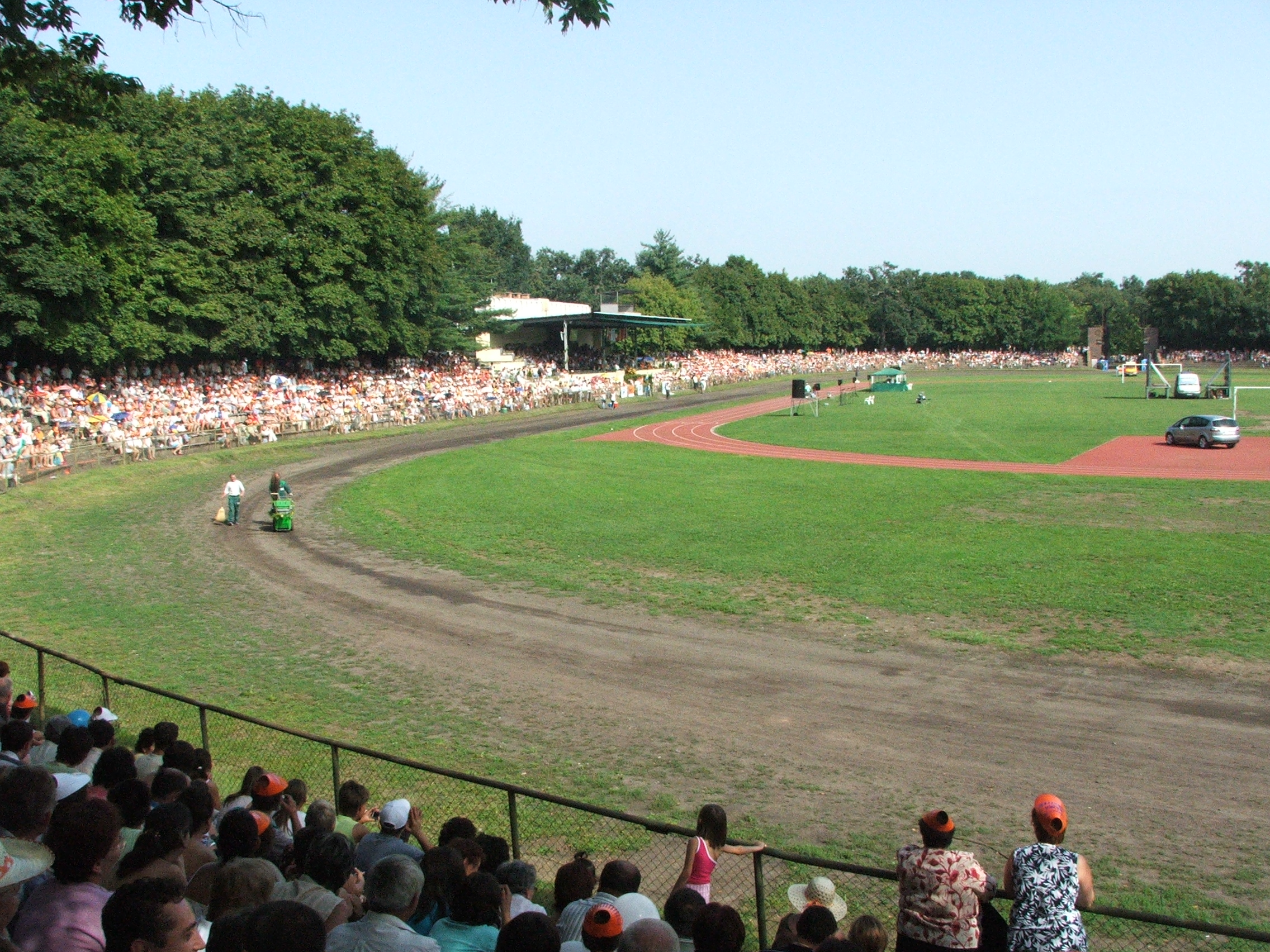
Stadion w 2006

### Stary stadion
Debreczyński Nagyerdei Stadion oddano do użytku w 1934 roku. Pierwszy mecz został rozegrany 24 czerwca 1934 r. między ówczesnymi gospodarzami Bocskai FC, a włoskim zespołem AGC Bologna, w ramach Pucharu Środkowoeuropejskiego. Gospodarze wygrali 2:1 w obecności 1200 widzów. Wielokrotnie organizowano na stadionie mecze reprezentacji. Najwięcej widzów (32 tysiące) było w 1952 r. na meczu reprezentacji Węgier B i Bułgarii B. Stadion był intensywnie wykorzystywany do 1993 r. przez zespół piłki nożnej Debreceni VSC, ale po wejściu w 1993 roku do rozgrywek NB1 zespół przeniósł się na stadion przy ulicy Gábora Oláha. Po tych przenosinach stan stadionu pogarszał się coraz bardziej, tak że niemożliwa stała się tu organizacjameczów piłkarskich. Na stadionie odbywał się Debreczyński Festiwal Kwiatów (Debreceni virágkarnevál), festiwal muzyczny Campus Fesztivál, a także mecze drużyny futbolu amerykańskiego Debrecen Gladiators.
23 września 2010 Lajos Kósa, burmistrz Debreczyna oświadczył przed stadionem, że zostanie on całkowicie odnowiony, podając czas zakończenia prac na 2012 r. Prace rozbiórkowe zaczęły się 29 stycznia 2013 i po kilku tygodniach zostały zakończone.

### Nowy stadion

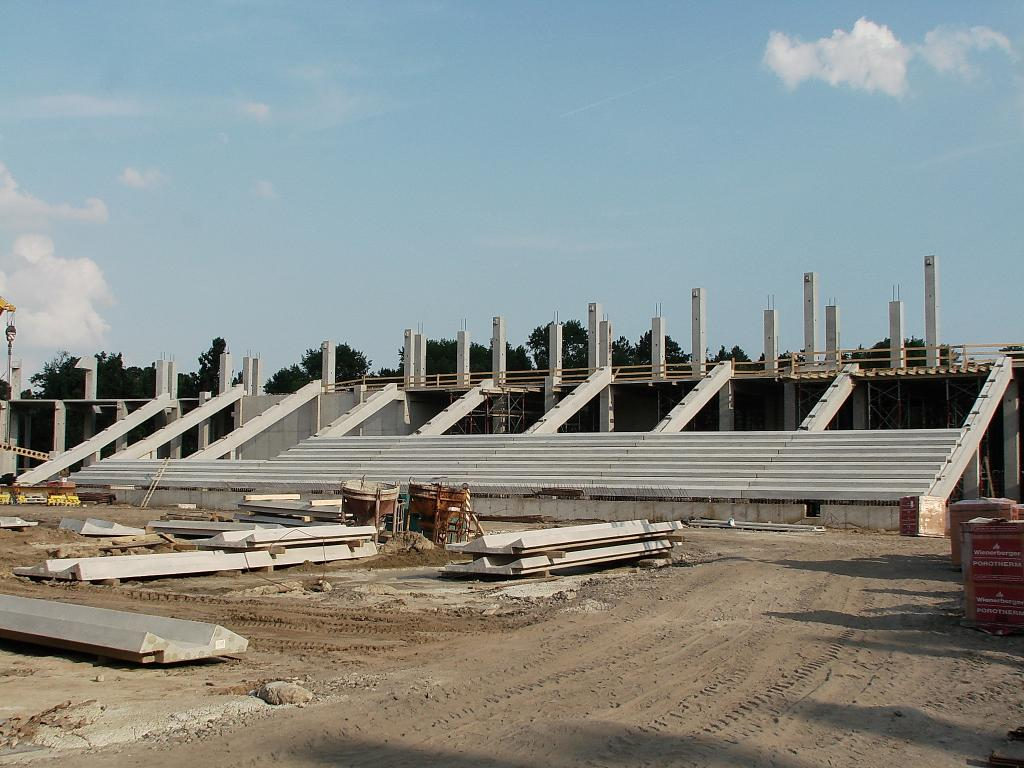
Budowa stadionu w czerwcu 2013

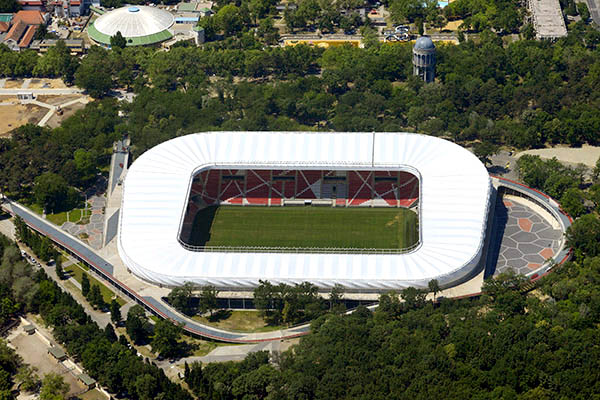
Widok z lotu ptaka

29 marca 2010 pokazano pierwsze plany, na podstawie których zaplanowano stadion zdolny do przyjęcia 20 tysięcy widzów. Projektantem był Zsigmond Dezső. 22 września 2010 poseł do parlamentu węgierskiego Péter Szijjártó oświadczył, że rząd przeznaczy pomoc finansową na budowę nowego stadionu w Debreczynie. Poinformowano również, że na stadionie będzie mogła się odbywać większość meczów Ligi Mistrzów UEFA oprócz meczów finałowych.
1 grudnia 2010 r. poinformowano, że została utworzona firma projektowa w tym celu, by przeprowadziła prace związane z budową stadionu. Lajos Kósa, burmistrz Debreczyna i poseł do parlamentu oświadczył, że drużyna DVSC już w 2012 roku będzie mogła grać na nowym stadionie i będzie mogła na nim świętować 110 rocznicę powstania klubu.
W końcu dopiero w lutym 2013 r. zaczęto kłaść fundamenty stadionu. Budowę boiska rozpoczęto 24 września 2013, a bram wejściowych stadionu 24 grudnia. Reflektory włączono po raz pierwszy 17 stycznia 2014. 216 żarówek daje światło o natężeniu 1800 luksów, co odpowiada wymaganiom telewizji wysokiej rozdzielczości HDTV.
26 kwietnia 2014 r. stracił życie 41-letni robotnik pracujący na dachu stadionu.
Nowy stadion oddano do użytku 1 maja 2014 r. i z jego 20340 miejscami dla widzów zaszeregowano go do 4 kategorii stadionów UEFA. Nakłady na budowę wyniosły 12,5 mld forintów. Premier Węgier Viktor Orbán w czasie uroczystości otwarcia obiektu powiedział „Węgierski duch oraz praca projektantów, inżynierów i robotników sprawiają, że Węgry znowu stają się wielkie”. Stadion został poświęcony przez biskupa Nándora Bosáka, księdza Gusztáva Bölcskeia i biskupa Fülöpa Kocsisa. Po ceremonii poświęcenia publiczność zabawiali znani węgierscy artyści: Viktor Király, Ildikó Keresztes, Gigi Radics i Erika Miklósa. Pierwszy mecz rozegrały zespoły Debrecen All Stars i Magyar Válogatott All Stars, a w ich składzie tacy gracze jak Attila Pintér, Kálmán Kovács, Péter Lipcsei, György Véber, Imre Garaba, Flórián Urbán i Lajos Détári.
10 maja 2014 r. odbył się na stadionie pierwszy oficjalnym mecz piłki nożnej. Gospodarze odnieśli zwycięstwo nad zespołem Újpest FC. Pierwszy gol meczu strzelił Tamás Kulcsár w 27 minucie.
22 maja 2014 r. rozegrano na stadionie pierwszy oficjalny mecz reprezentacji Węgier przed 20 tysiącami widzów. Mecz z reprezentacją Danii zakończył się remisem 2:2. Pierwszego gola strzelił Balázs Dzsudzsák.

## Dane obiektu
| Kategorie stadionów UEFA                                   | 4 kategoria                                           | Stadion Nagyerdei |
| ---------------------------------------------------------- | ----------------------------------------------------- | ----------------- |
| wymiary płyty boiska                                       | 105 m długości, 68 m szerokości                       | OK                |
| minimalne wymiary szatni dla sędziów                       | 20 m²                                                 | OK                |
| minimalne natężenie oświetlenia                            | 1400 luksów we wszystkich kierunkach                  | 1800 luksów       |
| parking dla VIPów                                          | 150                                                   | OK                |
| Liczba miejsc stojących                                    | no                                                    | OK                |
| Minimalna liczba miejsc siedzących                         | 8 000                                                 | 20 340            |
| Minimalna liczba miejsc siedzących dla VIPów               | 500                                                   | 746               |
| Liczba miejsc dla VIPów zespołu gości                      | 100                                                   | OK                |
| Przestrzeń dla VIPów                                       | 400 m²                                                | 1670 m²           |
| Minimalna przestrzeń dla mediów                            | 200 m² dla 75 osób                                    | 330 m²            |
| Minimalna liczba fotografów                                | 25                                                    |                   |
| Minimalna powierzchnia platformy dla kamer                 | 10 m² dla 4 kamer                                     |                   |
| Minimalna liczba miejsc siedzących dla prasy               | 100, z tego 50 z pulpitami                            |                   |
| Minimalna liczba miejsc dla komentatorów                   | 25                                                    |                   |
| Minimalna liczba studiów TV                                | 2, z tego przynajmniej 1 z widokiem na płytę stadionu |                   |
| Minimalna liczba miejsc na wywiady po meczu                | 4                                                     |                   |
| Minimalna liczba miejsca dla wozów transmisyjnych          | 1 000 m²                                              |                   |
| Minimalna liczba miejsc siedzących w pokoju konferencyjnym | 75                                                    |                   |

## Mecze reprezentacji Węgier na stadionie
| Data           | Numer kolejny meczu | Rodzaj          | Przeciwnik | Wynik | Liczba widzów |
| -------------- | ------------------- | --------------- | ---------- | ----- | ------------- |
| 22 maja 2014   | 886                 | mecz towarzyski | Dania      | 2 – 2 | 20 000        |
| 5 czerwca 2015 | 895                 | mecz towarzyski | Litwa      | 4 – 0 | 6 000         |

## Kamienie milowe nowego stadionu
| Wydarzenie                                            | Gospodarze            | Wynik | Goście                 | Data             | Liczba widzów | Rodzaj                                                        |
| ----------------------------------------------------- | --------------------- | ----- | ---------------------- | ---------------- | ------------- | ------------------------------------------------------------- |
| Pierwszy mecz                                         | Debrecen VSC zespół A | 5 – 5 | Debrecen VSC zespół B  | 1 maja 2014      | 20 300        | Mecz pokazowy                                                 |
| Pierwszy pokazowy mecz reprezentacji                  | Zespół DVSC All Star  | 4 – 4 | Zespół Magyar All Star | 1 maja 2014      | 20 300        | Mecz pokazowy                                                 |
| Pierwszy mecz reprezentacji                           | Węgry                 | 2 – 2 | Dania                  | 22 maja 2014     | 20 000        | Mecz towarzyski reprezentacji                                 |
| Pierwszy mecz mistrzowski                             | Debreceni VSC         | 3 – 1 | Újpest FC              | 10 maja 2014     | 20 000        | Sezon 2013–14 NB I                                            |
| Pierwszy międzynarodowy mecz piłki nożnej             | Debreceni VSC         | 4 – 2 | Olympique Lyonnais     | 5 lipca 2014     | 08 110        | Mecz przygotowawczy Debreceni VSC do sezonu 2014–2015         |
| Pierwszy mecz Pucharu Węgier w piłce nożnej           |                       |       |                        |                  |               | Puchar Węgier 2015–16                                         |
| Pierwszy mecz Pucharu Ligi Węgierskiej w piłce nożnej | Debreceni VSC         | 2 – 3 | Videoton FC            | 18 marca 2015    | 1 000         | Puchar Ligi Węgierskiej w piłce nożnej 2014–15                |
| Pierwszy mecz Ligi Mistrzów UEFA                      | Debreceni VSC         | 2 – 0 | Cliftonville FC        | 22 lipca 2014    | 11 000        | Liga Mistrzów UEFA (2014/2015)                                |
| Pierwszy mecz Ligi Europy UEFA                        | Diósgyőri VTK         | 2 – 1 | Birkirkara FC          | 3 lipca 2014     | 06 112        | Liga Europy UEFA (2014/2015)                                  |
| Pierwsza impreza niezwiązana ze sportem               |                       |       |                        | 20 sierpnia 2014 | 18 000        | Sztárok és szirmok (Gwiazdy i płatki) – Noc Karnawału Kwiatów |

## Dojazd

### Autobusem
Na stadion można dotrzeć z dworca Debrecen Nagyállomás (Debreczyn Dworzec Główny) autobusami nr 10, 10Y, 10A i 16, wysiadając na przystanku Szociális otthon (Dom poprawczy). Z centrum Debreczyna natomiast autobusami 24 i 24Y wysiadając na przystanku Klinikák (Kliniki, ze stadionu do centrum autobusami 22 i 22Y). Autobusy należą do Debreczyńskiego Przedsiębiorstwa Komunikacyjnego (DKV).

### Tramwajem
Na stadion można dostać się również tramwajem nr 1 ze stacji Debreczyn Dworzec Główny, jadąc przez centrum. Wysiąść należy na przystanku Aquaticum.

### Z lotniska
Z lotniska w Debreczynie można dojechać na stadion samochodem ulicą Mikepércsi út, transferem lotniskowym albo pociągiem.

## Literatura
- Oficjalna strona stadionu (węg.)
- Strona stadionu na oficjalnej stronie DVSC (węg.)
- Oficjalna strona Debreceni VSC (węg.)
- Stadiony na Węgrzech (węg.)